# باول إيفانز أودو
باول إيفانز أودو (بالإنجليزية: Paul Evans Aidoo)‏ هو سياسي غاني، ولد في 4 أغسطس 1958. حزبياً، نشط في المؤتمر الوطني الديمقراطي ‏. وقد انتخب عضو برلمان غانا.